# MS Pride of Calais
Le MS Pride of Calais était un navire trans-manche détenu et exploité par P&O Ferries. 
Il a emprunté la ligne Douvres–Calais entre 1987 et 2012. Au début de 2013, en vertu de la charte de départ envers Transeuropa Ferries, il a navigué sur la ligne Ramsgate–Ostende et a été renommé MS Ostend Spirit. Après son immobilisation dans le port de Tilbury il a été vendu à la ferraille et a fini dans une casse sur une plage de Turquie le 13 novembre 2013.

## Historique

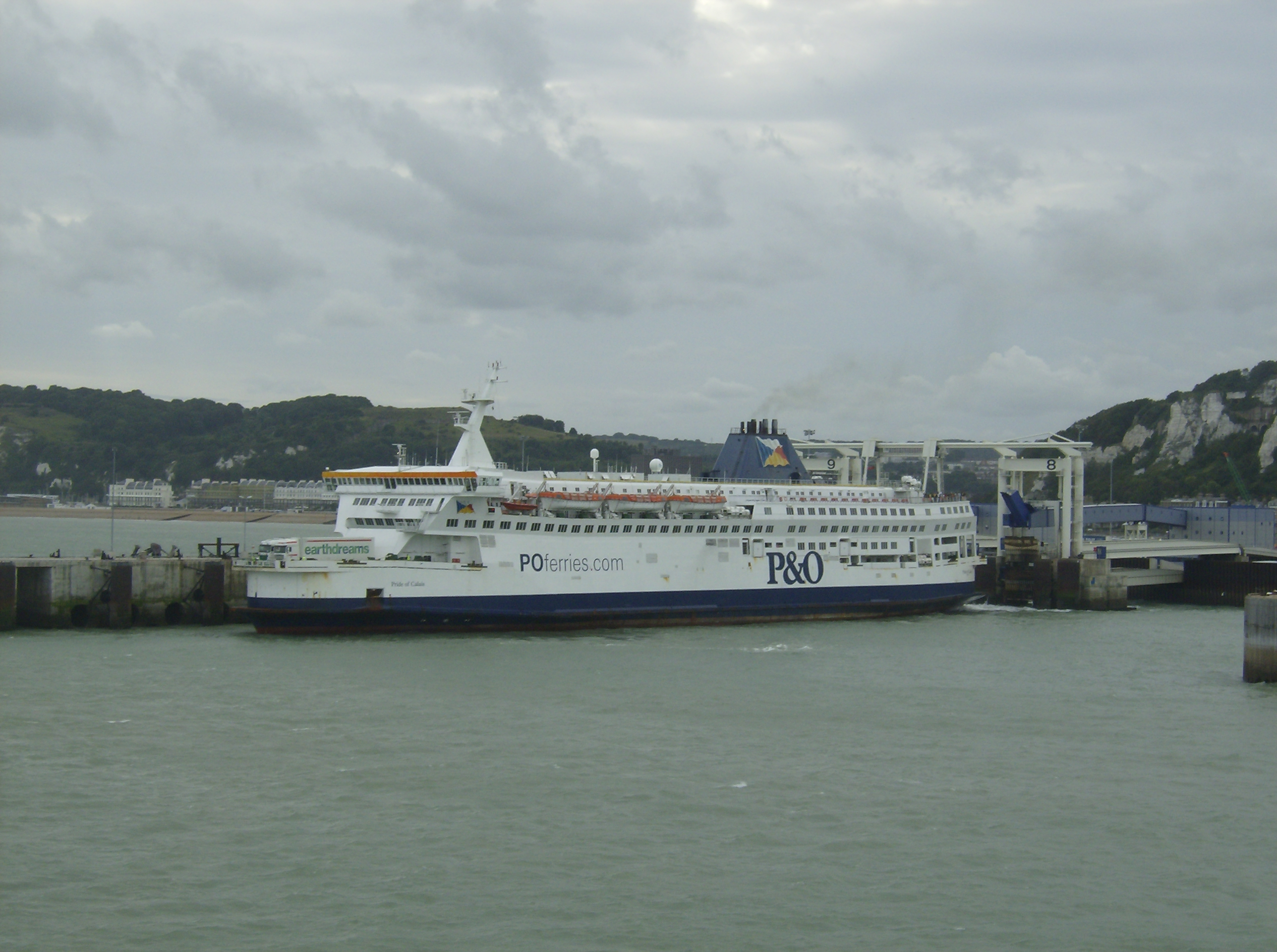
Le MS Pride of Calais à Douvres

Le MS Pride of Calais a été construit en 1987 pour Townsend Thoresen et lancé le 11 avril de la même année. Lui et son navire jumeau, le MS Pride of Dover connurent un certain succès, transportant plus de passagers à travers la Manche que tous les autres navires. Le Pride of Calais a été le premier navire à apparaître sous les couleurs de la nouvelle compagnie, P&O European Ferries (Dover) Limited, à la suite de la catastrophe du Herald of Free Enterprise.

### Les nouveaux navires à Douvres
Après 20 ans d'activité, P&O a mis en service de nouveaux navires sur la ligne Douvres-Calais. Le premier d'entre eux était le Spirit of Britain, qui détrôna le Pride of Dover. Ce dernier a fini son service le 15 décembre 2010 et a été immobilisé à Tilbury pour être finalement vendu et remorqué jusqu'en Turquie, le 29 novembre 2012. Avec l'arrivée du Spirit of France, le Pride of Calais cessa également son activité le 9 février 2012. Son avenir semblait incertain.
Après une semaine d'immobilisation le Pride of Calais est retourné au transport de marchandises, tandis que le Pride of Kent subit une révision annuelle à Falmouth. À la suite de la liquidation de SeaFrance fin 2011, les services P&O ont été davantage sollicités et le Pride of Calais est resté en service principalement en tant que moyen de transport de marchandises, accueillant néanmoins des passagers durant les périodes de pointe. Au début de mars 2012 le Pride of Calais a subi une révision annuelle à Falmouth puis a repris du service à Douvres le vendredi 23 mars. Le navire est resté en service jusqu'en octobre 2012, quand il a été annoncé qu'il serait retiré de la feuille de route.
À la suite de la conversion du MV European Seaway en parc éolien le Pride of Calais a fait sa dernière traversée de Calais-Douvres à 14:50, samedi 20 octobre 2012, arrivant à 15:20. Après le déchargement de ses derniers passagers et marchandises il mit le cap sur le bras Est du Dover Cruise Terminal 2, arrivant à Tilbury vers 16:00, le mardi 23 octobre 2012.

### Ostende Spirit
En décembre 2012 le Pride of Calais signe une charte de départ envers Transeuropa Ferries pour la ligne Ramsgate-Ostende. Son drapeau est repeint aux couleurs de P&O et il quitte Tilbury le 19 décembre 2012 pour des essais d’amarrage à Ramsgate et Ostende. Renommé Ostende Spirit, il subit une révision ainsi qu'un changement de couleurs à Anvers puis commence son service sur la ligne Ramsgate-Ostende le 1er février 2013
Ostende spirit a été rendu à P&O Ferries puis immobilisé vers midi, le 18 avril 2013. Tout l'équipage du Transeuropa refusa de débarquer car il n'avait pas été payé depuis le mois de février 2013. P&O, embaucha un bosco ainsi que quelques membres d'équipage pour assurer la sécurité à bord pendant que le bateau était immobilisé à quai. Le 25 avril 2013 Transeuropa Ferries a fait faillite et le navire est retourné à Tilbury. Il est parti de Tilbury pour Aliağa le 30 octobre 2013, où il s'est échoué à la suite d'une panne de moteur. Le 13 novembre 2013 le navire a été détruit dans une casse d'Aliaga.

## Conception
Le Pride of Calais et le Pride of Dover sont une évolution du Spirit Class de Townsend Thoresen, construit sur le même chantier naval allemand. Ils avaient plus d'espace pour les véhicules et les passagers, répondant ainsi à l'augmentation de la demande, et pouvaient transporter 650 voitures et 2290 passagers.
Au-dessus des deux ponts véhicules l'espace passagers s'étend sur deux ponts principaux, l'acajou et le laiton étant abondamment utilisés pour créer une ambiance luxueuse. Les nombreux réaménagements et révisions contribuent à maintenir le confort au fil des ans.
La restauration était assurée par deux cafétérias libre-service avec respectivement 292 et 204 sièges, un restaurant 55 sièges avec service à la française et un autre de 55 sièges, salon/salle à manger. Le Pride of Calais avait une capacité de 180 personnes avec des salles de réception et un vaste complexe commercial, pour profiter des Boutiques hors taxes.

## Service
Le Pride of Calais ainsi que sa sœur servirent sur la ligne Douvres-Calais à partir de 1987 et pendant plus de deux décennies. À partir de 2012 le Pride of Calais a principalement servi comme transport de marchandises avant de prendre sa retraite en octobre 2012 et d'être immobilisé à Tilbury. Pendant quelques semaines il a côtoyé sa sœur, Pride of Dover, pour la dernière fois.

## Navire jumeau
- Pride of Dover